# Жана Калман
Жана Луиза Калман (фр. Jeanne Louise Calment; Арл, 21. фебруар 1875 — Арл, 4. август 1997) била је жена из Француске, која је најстарија потврђена особа у историји човечанства. Њен животни век је трајао 122 године и 164 дана. Цео живот провела је у Француском граду Арлу. Надживела је: супруга, ћерку и унука. Једина је особа за коју је потврђено да је доживела више од 120 година.
Јавност за њу је први пут чула 1988. године када се у њеном родном граду обележава стогодишњица доласка знаменитог сликара Винсента ван Гога , а Калманова је била једини живи сведок тог догађаја. Две године касније учествовала је у Канадском филму Vincent and Me, поставши тако најстарија особа која се икада појавила на филму.
Била је удата за свог рођака, имали су једну ћерку.

## Здравље и начин живота
Калманова је престала да вози бицикл тек у стотој години. Живела је сама све до своје 110 године, када је одлучено да мора да пређе у старачки дом. Имала је 114 година и 11 месеци када је пала и поломила бутну кост, што је захтевало операцију. После тога морала је да користи инвалидска колица. Своју дуговечност и релативно младалачки изглед за своје године приписивала је маслиновом уљу којим је зачињавала скоро сву храну, али и неговала кожу, као и исхрани са луком и вином.

## Обарање рекорда
Жана Калман је 11. маја 1990. године надмашила дотадашњи рекорд од 115 година и 79 дана, који је претходно поставила Аугуста Холц. Поставши тако најстарија особа у историји човечанства која је на документован начин достигла више од 120 година.
Жанин рекорд од 122 године и 164 дана још увек није оборен и траје пуне 35 година, 99 дана.

## Галерија
- Жана у доби од 20 година
- Жана у доби од 22 године
- Жана у доби од 40 година
- Жана у доби од 87 година
- Жана у доби од 113 година
- Жана у доби од 114 година
- Жана за њен 117. рођендан
- Жана за њен 119. рођендан
- Жана за њен 120. рођендан
- Жана за њен 121. рођендан
- Жана за њен 122. рођендан